# Bistrica (Nova Varoš)
Pour les articles homonymes, voir Bistrica.
Bistrica (en serbe cyrillique : Бистрица) est un village de Serbie situé dans la municipalité de Nova Varoš, district de Zlatibor. Au recensement de 2011, il comptait 698 habitants.

## Démographie

### Évolution historique de la population
| 1948  | 1953  | 1961  | 1971  | 1981  | 1991 | 2002 | 2011 |
| ----- | ----- | ----- | ----- | ----- | ---- | ---- | ---- |
| 1 276 | 1 430 | 1 529 | 1 356 | 1 185 | 940  | 791  | 698  |

|  |